# Más allá de los dos minutos infinitos
Más allá de los dos minutos infinitos (título original: ドロステのはてで僕ら; en romaji: Droste no hate de bokura), también conocida como We Are at The End of Droste, Droste's End, Droste o Beyond the Infinite Two Minutes, es una película japonesa de comedia y ciencia ficción de 2020, dirigida por Junta Yamaguchi. Corresponde al debut como director de Yamaguchi y fue estrenada el 5 de junio de 2020.

## Sinopsis
La película comienza cuando el dueño de un café, Kato (Kazunari Tosa), descubre que el monitor de su computadora muestra lo que sucederá dentro de dos minutos desde la perspectiva de la televisión en el café, que muestra lo que sucedió hace dos minutos. La computadora se coloca frente a la televisión, creando un Efecto Droste, que permite a los personajes ver varios minutos en el futuro.

## Argumento
Kato (Kazunari Tosa), gerente de un café, regresa a su habitación ubicada arriba de su café. La pantalla de su computadora se enciende y Kato se ve a sí mismo llamándolo. Descubre que su pantalla está conectada a la pantalla de televisión del café (a través de sus respectivas cámaras), pero mostrando imágenes que tienen lugar dos minutos en el futuro, y a la inversa, la pantalla del café muestra imágenes que tienen lugar dos minutos en el pasado.
Con una empleada del café, Aya (Riko Fujitani), y amigos que llegan, hacen algunos experimentos de comunicación entre el pasado y el futuro (con un desfase de dos minutos), pensando que así pueden adivinar el futuro. Después de algunos intercambios, Kato, que forma parte de un grupo de música, desea invitar a su concierto a Megumi (Aki Asakura), que tiene una peluquería cerca del café. Mientras está en casa, se ve llegar, afirmando que Megumi ha aceptado. Luego va a la peluquería para ver a Megumi, pero ella rechaza la invitación. De vuelta en el café, Kato solo puede mentirle a la cámara para no crear una paradoja.
Los amigos deciden bajar la pantalla ubicada en el dormitorio para poner las dos pantallas (y cámaras) frente a frente, con el fin de crear un Efecto Droste y ver más allá de dos minutos en el futuro.
Megumi llega al café para ofrecerle un platillo a Kato. Ella explica que alguien se lo dejó hace mucho tiempo y no sabía qué hacer con él.
Con el Efecto Droste, los amigos logran recuperar el dinero escondido en una videograbadora, pero dos hombres llegan al café y los acusan de haber robado el dinero. Secuestran a Megumi y van al quinto piso. Gracias a las pantallas, Kato puede establecer un esquema (visto en el futuro) para liberar a Megumi. Usa una botella de ketchup para fingir sangre cuando uno de los dos hombres pensó que lo apuñaló y el platillo como escudo en su espalda, y el segundo hombre le disparó.
De vuelta en el café, Kato y Megumi encuentran a dos nuevos individuos, que se hacen pasar por miembros de la Oficina del Espacio-Tiempo, en un intento por borrar la memoria de Kato y sus amigos. En la pantalla que muestra el futuro, se ve a Kato y Megumi tragando una sustancia, lo que satisface a los hombres de la Oficina del Espacio-Tiempo, pero Kato y Megumi deciden no hacerlo, cambiando así el futuro. Los hombres de la Oficina del Espacio-Tiempo comienzan a desaparecer en segundos.
La película termina con Kato y Megumi hablando entre ellos en el café.

## Reparto
- Kazunari Tosa como Kato
- Riko Fujitani como Aya
- Gôta Ishida como Komiya
- Masashi Suwa como Tanabe
- Yoshifumi Sakai como Ozawa
- Haruki Nakagawa como Narita
- Munenori Nagano como Kinjo
- Takashi Sumita como Furuya
- Chikara Honda como Ishizuka
- Aki Asakura como Megumi

## Producción
La película fue filmada en el transcurso de siete días en un café de Kioto por miembros de la compañía de teatro Europe Kikaku, quienes habían estado involucrados en algunos proyectos de vídeos cortos. Siempre quisieron hacer un día una película y, finalmente, el cine independiente Tollywood en Shimokitazawa, barrio cultural de Tokio, vio un peculiar cortometraje de viajes en el tiempo que el escritor Makoto Ueda hizo en 2014 y sugirió que el grupo lo convirtiera en una película.
Tollywood junto con el Festival de Cine de Shimokitazawa se ofrecieron como voluntarios para financiar la película. Inicialmente, solo se presentaba en un teatro para 40 personas, pero el boca a boca y una campaña de micromecenazgo para financiar un estreno cinematográfico a mayor escala llevaron a que la película se convirtiera en un éxito menor en Japón.
La cinta, que está editada para que parezca que se filmó en un único plano secuencia, forma parte de la tendencia denominada Nagamawashi, un microgénero de películas japonesas filmadas en una sola toma, en su mayoría de bajo presupuesto, que han ganado popularidad después del éxito de Kamera o Tomeru na! (One Cut of the Dead) de 2017.

## Lanzamiento
La película se estrenó en Tollywood, un pequeño cine de Tokio, ante una audiencia de doce personas. Sin embargo, debido a que la Pandemia de COVID-19 limitó severamente la producción y el lanzamiento de películas convencionales, la película fue seleccionada para ser proyectada por la importante cadena de cines Toho Cinemas.
En el Reino Unido, la película fue distribuida por Third Window Films y lanzada en formato Blu-Ray, DVD y vídeo bajo demanda.

## Premios y nominaciones
| Premio                                   | Categoría                            | Receptor                        | Resultado |
| ---------------------------------------- | ------------------------------------ | ------------------------------- | --------- |
| Fantafestival                            | Mejor película                       | Beyond the Infinite Two Minutes | Ganador   |
| Fantasia Film Festival                   | Mejor película asiática              | Beyond the Infinite Two Minutes | Ganador   |
| Fantasia Film Festival                   | Mejor ópera prima - Mención especial | Junta Yamaguchi                 | Ganador   |
| Fantasy Filmfest                         | Mejor película                       | Beyond the Infinite Two Minutes | Ganador   |
| Nippon Connection Japanese Film Festival | Premio del Público Nippon Visions    | Beyond the Infinite Two Minutes | Ganador   |
| Nippon Connection Japanese Film Festival | Premio del Jurado Nippon Visions     | Beyond the Infinite Two Minutes | Nominado  |
| Festival de Cine de Sitges               | Mejor película                       | Beyond the Infinite Two Minutes | Nominado  |